# Aka'aka
Aka'aka est une localité française qui n'a pas le statut de commune mais le statut de village de la collectivité d'outre-mer de Wallis-et-Futuna. Le villagge se situe sur l'île de Wallis, dans le district de Hahake, près de Mata-Utu.

## Urbanisme

### Hameaux, lieux-dits et écarts
À Wallis, les villages sont divisés en plusieurs sections (des « classes », kalasi) qui se complètent ou se relaient dans toutes les entreprises collectives et pour l’organisation des cérémonies. Parmi ces kalasi se trouvent des zones résidentielles nommées api.

#### Api
Logolelei

## Politique et administration

### Liste des chefs de village (Maluaka'Aka)
| Période                                  | Période        | Identité                | Étiquette | Qualité  |
| ---------------------------------------- | -------------- | ----------------------- | --------- | -------- |
| Les données manquantes sont à compléter. |                |                         |           |          |
| 7 octobre 1974                           | ?              | Vitolio Segai Filikekai |           |          |
| Les données manquantes sont à compléter. |                |                         |           |          |
| 27 septembre 2013                        | 6 février 2022 | Selesitino Motuhi       |           |          |
| 6 février 2022                           | En cours       | Soviano Manuofiua       |           | Retraité |

## Population et société

### Démographie
Le village de Aka'aka compte 474 habitants en 2018.

### Enseignement
Le village compte comme siège l'Académie des langues wallisienne et futunienne implantée depuis 2015.